# منكا
منكا أو من كا، ملكة مصرية غير حاكمة أو زوجة ملك في عصر الأسرة الثانية، ولا يعرف على وجه التأكيد حتى الآن من كان زوجها.

## المعروف عنها
لا يعرف سوى القليل عن حياة منكا، الملكة مصرية من عصر الأسرة الثانية، حيث يمكن التعرف عن هويتها فقط من قطعة بازلت غير معروفة المصدر أو المكان الذي تم العثور عليها فيه. ويعني اسم منكا "فلتدم الروح" أو "فلتبقى الروح"، وتشمل القطعة التي عليها اسمها عليها لقب "مَن ترى حور"، والذي كان لقبًا للملكات في عصر الأسرات المبكرة وأثناء الدولة القديمة. وتشمل القطعة أيضًا صورة لها.
فتُصوّر منكا كامرأة واقفة، ترتدي فستانًا ضيقًا، وتحمل فوق رأسها إناء كبير نصف دائري الشكل، وخلفها تنتصب رايات ورموز على قواعد. ولا تشير الكلمات على القطعة إلى هوية زوجها. وقد لاحظ عالم الآثار فولفغانغ هيلك أن في المشهد تشابهًا كبيرًا في الأسلوب مع مشهد غير مكتمل يقع على نقشة بازلت في موقع أثري في منطقة جبلين، والنقش يمكن إرجاعه إلى الملك خعسخموي، الذي كان آخر ملوك الأسرة الثانية المصرية. واقترح هيلك أن قطعة نقش منكا قد تكون أيضًا في الأصل تعود إلى ذات الموقع.